# Moonshot AI
Moonshot AI (Moonshot; en xinès 月之暗面) és una empresa d'intel·ligència artificial (IA) amb seu a Pequín, a la Xina. A partir del 2024, els inversors l'han batejada com una de les empreses "AI Tiger" de la Xina.

## Rerefons
Moonshot va ser fundada el març de 2023 per Yang Zhilin, Zhou Xinyu i Wu Yuxin. Es va llançar en el 50è aniversari de The Dark Side of the Moon de Pink Floyd, que era l'àlbum favorit de Yang i la inspiració per al nom de la companyia. Moonshot estava valorat en 300 dòlars milions quan va rebre el seu finançament inicial de 60 dòlars milions i tenia 40 empleats.
El febrer de 2024, Alibaba Group va liderar una ronda de finançament de mil milions de dòlars per a Moonshot, que li va donar una valoració de 2,5 dòlars mil milions. Es va informar que Yang i persones relacionades suposadament van cobrar 40 milions de dòlars d'accions, considerades inusualment grans per al primer any d'una empresa.
El juny de 2024, es va informar que Moonshot tenia previst entrar al mercat nord-americà. Una persona privilegiada va revelar que Moonshot estava desenvolupant productes per al mercat nord-americà, inclosa una aplicació de xat de rol d'IA anomenada Ohai, així com un generador de vídeos musicals anomenat Noisee. En resposta, Moonshot va declarar que no tenia plans per desenvolupar i llançar productes a l'estranger.
L'agost de 2024, Tencent i Gaorong Capital es van unir com a inversors en un import de 300 milionde de dòlars per una ronda de finançament que va valorar Moonshot en 3,3 mil milions de dòlars.
Altres inversors de Moonshot han inclòs HongShan, Meituan, Xiaohongshu i ZhenFund.

## Productes

### Kimi
L'octubre de 2023, Moonshot va llançar el seu primer chatbot d'IA, Kimi, que va rebre el seu sobrenom del nom anglès de Yang. Havia sorgit com el rival més proper a Ernie Bot de Baidu.
El març de 2024, Moonshot va afirmar que Kimi podia gestionar 2 milions de caràcters xinesos en un sol missatge, que era una actualització significativa de la versió anterior que només podia gestionar 200.000. A causa de l'augment del nombre d'usuaris, el 21 de març, Kimi va patir una interrupció durant dos dies i Moonshot va haver de demanar disculpes.
El 20 de gener de 2025 es va llançar Kimi 1.5. Moonshot va afirmar que igualava el rendiment d'OpenAI o1 en matemàtiques, codificació i capacitats de raonament multimodal.